# Хронологична таблица за откриване и изследване на Азия (1860-1880)
| Години                   | Име на откривател, изследовател                                 | Направени открития и изследвания | Изследванията засягат следните съвременни държави       |
| ------------------------ | --------------------------------------------------------------- | --- | ------------------------------------------------------- |
| 1860                     | Робърт Шомбург                                                  | Ботанико-географски изследвания в Сиам (Тайланд) | Тайланд                                                 |
| 1860 – 1861              | Франц Иванович Рупрехт (1814 – 1870)                            | Ботанико-географски изследвания в Кавказ | Русия, Грузия                                           |
| 1860 – 1862              | Фердинанд фон Рихтхофен                                         | Геоложки и геоморфоложки изследвония на Филипините, Ява, Тайван, Сулавеси, Тайланд, Бирма и Япония | Филипините, Индонезия, Тайван, Тайланд, Мианмар, Япония |
| 1860 – 1862, 1865 – 1867 | Алексей Будишчев                                                | Геодезическо заснемане и топографско картиране на около 300 хил. км2 територия в планината Сихоте Алин в Приморския край на Далечния изток. Деветкратно пресичане на планината на юг и север, проследяване теченията на множество реки вливащи се в Японско море, в т.ч. Сучан и Тумнин, изследване на цялото течение на река Усури (897 км), десните ѝ притоци – Иман, Бикин и Хор и цялото течение на река Хунгари. Картиране долното течение на Амур от Хабаровск до устието (около 950 км), късия хребет Хехцир, многочислените езера в широката долина на Амур, в т.ч. – Болон и Удил с вливащите се в последното реки и картирането им до изворите близо до 52º с.ш. Геодезическо заснемане и картиране на отделни ниски масиви на север от 52º с.ш., езерата Орел, Чля и Далджа и невисоките хребети на север от река Амгун до Сахалинския залив и залива Николай. Изследване и картиране на езерата Ханка и Малка Ханка, разделени от тесен провлак, ниската степ от река Мулинхе на север до река Лефу на юг, северната част на Синия хребет, река Даубихе (лява съставяща на Усури), приморските реки и крайбрежието между заливите Олга и Посет на протежение около 700 км | Русия, Китай                                            |
| 1860 – 1863              | Василий Бабкин                                                  | Топографско картиране на крайбрежието на Приморския край от 43º 55` с.ш. до руско-корейската граница на югозапад. 1860: Геодезическо заснемане на брега между залива Владимир и устието на река Сучан; 1861: Картиране на целия бряг на залива Петър Велики със заливите Восток, Усурийски и Амурски, островите Асколд, Путянин и други 25 по-малки; 1863: Завършване картирането на бреговата линия на залива Петър Велики до руско-корейската граница | Русия                                                   |
| 1860 – 1866              | Херман Абих                                                     | 1860 – 1862: Геоложки изследвания в планинската част на Дагестан, района на връх Шахдаг (в Голям Кавказ) и областта на калните вулкани в подножието на Талишките планини (по границата с Иран); 1863 – 1865: Изследвания по южния склон на Голям Кавказ в района на горните течения на Ингури и Квирила, върховете и ледниците между Елбрус и изворите на река Аргун и откриване на следи от древни заледявания в долината на река Терек; 1866: Проследяване на цялата дъга на Малък Кавказ (около 600 км), включително Карабахския хребет | Русия, Азербайджан, Грузия, Армения                     |
| 1861                     | Константин Будогоски                                            | Демаркация на границата между Русия (Амурския край) и Китай | Русия, Китай                                            |
| 1862                     | Уилям Палгрейв                                                  | Пътешествие от залива Акаба, достигане до Хаил (27°31′ с. ш. 41°42′ и. д. / 27.516667° с. ш. 41.7° и. д.), продължаване на югоизток по равнина с отделни пясъчни масиви, лавови полета, солончаци и сухи долини (уади), пристигане в Бурайда (26°10′ с. ш. 44°00′ и. д. / 26.166667° с. ш. 44° и. д.), проследяване на около 200 км от източните склонове на възвишението Тувайк, пристигане в Рияд и от там през пустинята Малък Нефуд достигане до Ал Катиф на Персийския залив | Саудитска Арабия                                        |
| 1862                     | Тимофей Теофанович Нифантев                                     | Първо топографско картиране на езерото Зайсан на река Иртиш | Казахстан                                               |
| 1863                     | Алексей Бутаков                                                 | Топографско картиране на средното течение на река Сърдаря на протежение от 807 км | Казахстан, Узбекистан                                   |
| 1863 – 1864              | Ото Василиевич Струве (1819 – 1905), Григорий Потанин           | Астрономическо определяне на координатите на редица пунктове и физикогеографски изследвания около езерото Зайсан, горното течение на река Иртиш и хребета Тарбагатай | Казахстан                                               |
| 1863 – 1866              | Пьотър Кропоткин                                                | Пътешествие по Източен Сибир и Далечния изток. Физикогеографски и геоложки изследвания в басейните на реките Ока, Амур, Сунгари и Усури, и планините Саяни и Голям Хинган. Откриване на Патомската планинска земя. 1864: Изследване на северната част на планината Голям Хинган, на 51º с.ш., в хребета Илхури-Алин откриване на група изгаснали вулкани и изследване на река Сунгари (десен приток на Амур) от устието ѝ до Гирин (около 1100 км); 1865: Изследване на цялото течение на река Иркут (ляв приток на Ангара), в т.ч. Тункинската котловина и горното течение на река Ока (ляв приток на Ангара) и откриване признаци от неотдавнашен вулканизъм – значителни потоци от лава и малки кратери; 1866: Потегляне от Иркутск, достигане до река Лена, спускане по нея на 50 км надолу от устието на десния ѝ приток Витим, завиване на юг, навлизане в Патомската планинска земя, пресичане до горното течение на река Жуя (от басейна на Ольокма), и продължаване на юг. Пресичане на хребета Кропоткин (открит от него, вододел между Жуя и Витим), хребетите Делюн-Урански и Северомуйски, между 55º 30` и 57º с.ш., достигане до река Муя (ляв приток на Витим), продължаване на юг, завършване откриването на Южномуйския хребет, пресичане на Витимското плато и Яблоновия хребет и по река Чита спускане до град Чита, като покрай левия бряг на реката открива североизточните части на Черския хребет | Русия, Китай                                            |
| 1863 – 1903              | Густав Раде                                                     | Многочислени естественоисторически, етнографски, археоложки и исторически изследвания в Закавказието, Туркменистан и северната част на областта Хорасан в Иран | Грузия, Армения, Азербайджан, Туркменистан, Иран        |
| 1864                     | Карло Гуармани (1828 – 1884)                                    | Експедиция в северната част на Централна Арабия и изследване на пустинята Недж | Саудитска Арабия                                        |
| 1864                     | Михаил Николаевич Кумани (неизв.-1889)                          | Топографско картиране на островите в югозападната част на Каспийско море | Азербайджан, Иран                                       |
| 1864 – 1868              | Николай Северцов                                                | Пътешествие по Средна Азия и изследване на пустинята Къзълкум и вътрешните райони на Тяншан. 1864: Тръгване от Алма Ата на запад, пресичане на хребета Заилийски Алатау, продължаване на запад покрай северните склонове на Киргизкия хребет, достигане до Аулие Ата (сега Талас), изследване басейните на реките Талас (губеща се в пустинята Мойънкум)) и Чаткал (от системата на Сърдаря) и хребета Каратау. Откриване на хребетите Каржантау и Пскемски и доказване, че Каратау принадлежи към системата на Тяншан; 1865 – 1866: Изследване на хребета Каратау и басейна на река Чирчик; 1867 – 1868: Тръгване от Алма Ата, заобикаляне от изток на езерото Исък Кул, пресичане на хребета Терскей Алатау при 77º 40` и.д., достигане до изворната област на река Нарин, изследване долините на реките Атбаши (ляв приток на Нарин) и Аксай (от басейна на Тарим) и проникване в югозападната част на хребета Какшаал Тоо до 41º с.ш. Завиване обратно на север, към Нарин, преминаване през прохода Долон (3030 м, 75º 44` и.д.), долината на река Джоон Арик и Боамското ждрело и завръщане в Токмок на река Чу | Казахстан, Киргизстан                                   |
| 1865 – 1866              | Инокентий Лопатин, И. А. Кондратиев, Фьодор Шмид, И. Е. Андреев | 1865: Изследване горния басейн на река Витим, картиране цялото течение на реката и многочислените ѝ притоци, извършване на множество хипсометрични измервания, откриване следи от древни вулкани и съставяне на първата геоложка карта на Задбайкалието; 1866: Спускане по Енисей от Енисейск до устието му, изследване геоложкия строеж покрай бреговете на реката и на Гиданския п-ов, предсказване перспективността на Норилското медно-никелово находище, описание на вечната замръзналост и етнографски наблюдения | Русия                                                   |
| 1865 – 1866              | Наин Сингх                                                      | Пресичане на Хималаите, проникване в долината на река Цангпо (най-горното течение на река Брахмапутра) на около 84° и.д. и пристигане в Лхаса. Описание на езерото Ямдок (29°00′ с. ш. 90°45′ и. д. / 29° с. ш. 90.75° и. д.), разположено покрай десния бряг на Цангпо, изкачване по Цангпо до изворите ѝ, проследяване на около 1000 км от течението ѝ и през езерото Манасаровар (30°41′ с. ш. 81°28′ и. д. / 30.683333° с. ш. 81.466667° и. д.) и горните течения на Сатледж и Инд завръщане в Индия. Първо предположение, че река Цангпо е горно течение на река Брахмапутра | Китай                                                   |
| 1865 – 1868              | Одоардо Бекари                                                  | Изследване растителния свят на Северен Калимантан (днес княжество Саравак в Малайзия) и първо плаване по река Барам. Изследвания и на остров Суматра | Малайзия, Индонезия                                     |
| 1865 – 1868              | Белкин                                                          | Описание на крайбрежието на остров Сахалин на юг от протока Невелски до залива Търпение (около 1500 км) | Русия                                                   |
| 1865 – 1871              | Константин Степанович Старицки (1839 – 1909)                    | Топографско описание на бреговете на Охотско, Японско, Жълто и Източнокитайско морета, бреговете на Камчатка и Курилските о-ви и извършване на астрономически и хидрографско наблюдения | Русия, Япония, Корея, Китай                             |
| 1866 – 1868              | Ернест Дудар дьо Легре (1823 – 1968), Франсоа Гарние            | Изкачване по река Меконг и извършване на топографско картиране и ботанически, хидрографски и метеороложки изследвания на големи участъци от басейна на реката на територията на Камбоджа, Лаос и провинция Юнан в Китай и спускане по река Яндзъ до Шанхай | Камбоджа, Лаос, Тайланд, Китай                          |
| 1867                     | Томас Лонг                                                      | Откриване на остров Врангел (71°15′ с. ш. 180°00′ и. д. / 71.25° с. ш. 180° и. д.), протока Лонг, отделящ го от континента и първо изследване на южния бряг на острова | Русия                                                   |
| 1867 – 1869              | Инокентий Лопатин                                               | 1867: Геоложки изследвания в южната част на Приморския край; 1867 – 1868: Геоложки изследвания на остров Сахалин и съставяне на първата геоложка карта на острова; 1869: Изследване на реките Усури и Амур | Русия                                                   |
| 1867 – 1869              | Николай Пржевалски                                              | Физикогеографски изследвания в басейна на реките Усури и Сучан, езерото Ханка и неколкократно пресичане на планината Сихоте Алин. Изкачване от Хабаровск по река Усури до езерото Ханка, отправяне на юг до река Суйфун при Усурийск и спускане до Японско море. Посещение на залива Посет и изследване района около него. Пътешествие по крайбрежието на Японско море на север до залива Олга, изкачване по долината на река Тадуши, пресичане на Сихоте Алин и по Усури, спускане по нея до устието на десния ѝ приток Иман и извършване на комплексни географски изследвания на езерото Ханка | Русия                                                   |
| 1868                     | Фьодор Петрович Петров                                          | Топографско картиране района на езерото Сонкьол в Централен Киргизстан | Киргизстан                                              |
| 1868 – 1869              | Мирза Шаджа                                                     | 1868: Изкачване по река Вахандаря (лява съставяща на Пяндж, от басейна на Амударя), завършване откриването на Ваханския хребет и откриване на езерото Чакмактинкул (37°15′ с. ш. 74°15′ и. д. / 37.25° с. ш. 74.25° и. д.); 1869: Проследяване на част от северния склон на Хиндукуш и спускане по река Яркенд до Кашгар | Афганистан, Китай                                       |
| 1868 – 1870              | Герхард Майдел, Карл Карлович Нейман, П. Афонасиев              | 1868: Достигане до Верхоянск, продължаване на изток, на 68º с.ш. пресичане на хребета Тас-Хаятах (северната част на хребета Черски), откриване на Янското плато (между река Яна на запад и хребета на изток), достигане до река Селенях (ляв приток на Индигирка), пресичане на Абийската низина и ниското и гористо Алазейско плато (819 м) и достигане до Среднеколимск; 1869: Спускане по река Колима до устието на десния ѝ приток река Малък Анюй, изследване цялото течение на река Голям Анюй до изворите ѝ и продължаване на югоизток към Анадирския залив. Продължаване на запад, достигане до село Марково (65° с. ш. 171° и. д. / 65° с. ш. 171° и. д.), завиване на югозапад, на 168º и.д. пресичане на река Пенжина и достигане до река Гижига, като по пътя първи открива, пресича и картира два ниски хребета, разделени от река Оклан (десен приток на Пенжина) – на север Ичигемски (1503 м), на юг – Каменен (1085 м, сега Окланско плато). По събрани от местното население сведения нанася на карта т.нар. „Параполски дол“ – дълга (425 км) и тясна блатиста низина, простираща се между Корякската планинсказемя на изток и Пенжинския хребет на запад (Герхард Майдел). Завръщане в басейна на река Малък Анюй, достигане до устието на Колима и изследване на Мечите о-ви (Карл Карлович Нейман). Завръщане в басейна на река Малък Анюй, достигане до устието на Колима, отправяне на югозапад по съвършено неизследвана планинска местност, пресича горните течения на реките Голям Анюй и Олой (десни притоци на Колима), достигане до средното течение на река Омолон при устието на река Кегали (близо до 64° с.ш.), откриване на хребетите Южноанюйски, Олойски и Уш-Урекчен, спускане до Колима и картиране на 550-километров участък от течението на река Омолон (П. Афонасиев); 1870: Тръгване от село Марково на северозапад към изворите на река Яблон (десен приток на Анадир), пресичане на Южноанюйския хребет, достигане до река Малък Анюй и спускане по нея до Нижнеколимск. Пресичане от юг на север по 154º и.д. Колимската низина, проследяване и картиране на ниското възвишение Суор-Уята и невисокия хребет Улахан-Сис, достигане до Индигирка, изкачване на 100 км нагоре по нея и откриване, че Улахан-Сис е отделен от Алазейското плато посредством широката около 50 км низина на река Шангина (десен приток на Индигирка). От Индигирка продължаване на запад към езерото Ожогино и на запад от него, на 70º с.ш. откриване на Полоусното възвишение (Герхард Майдел). Изкачване по Колима до село Зирянка (65° 44' с.ш.) и през горното течение на река Омулевка (от басейна на Колима) и Нера (десен приток на Индигирка) достигане до Оймякон, като по този начин са пресечени хребетите Момски и Черски (Карл Карлович Нейман, П. Афонасиев) | Русия                                                   |
| 1868 – 1870              | Алексей Федченко                                                | Изследване на части от пустинята Къзълкум | Казахстан, Узбекистан                                   |
| 1868 – 1872              | Фердинанд фон Рихтхофен                                         | Седемкратни пътешествия във вътрешните части на Китай и извършване на физикогеографски изследвания в 13 от 18-те му провинции – Шандун и Южна Мачжурия (1869), Централен Китай от Кантон до Пекин (1870), Северен и Западен Китай (1871 – 1872) | Китай                                                   |
| 1869                     | Александър Каулбарс, Фьодор Петрович Петров                     | Тръгване от източната част на езерото Исък Кул, пресичане на хребета Терскей Алатау и навлизане в горните басейни на реките Нарин и Сариджаз (от басейна на Тарим). Картиране на хребета Ак Шийрак, откриване на редица големи ледници, от един от които води началото си река Нарин, картиране на хребетите Керлюу Тоо и Сариджаз и откриване на хребета Какшаал Тоо. Преминаване покрай него на югозапад до 77° и.д. към горното течение на река Какшаал (както и Сариджаз от басейна на Тарим), проследяване по цялото му протежение хребета Борколдай, достигане на запад до езерото Чатър Кул и откриване на юг от река Какшаал хрлебета Майдантаг. Продължаване от езерото на североизток, на 76º и.д. достигане до река Нарин и изследва долината ѝ до Ферганския хребет. Картиране на хребетите Атбаши, Молдотау и Джумгалтау и проследяване на половината от дължината на Ферганския хребет покрай стръмните му източни склонове, трикратно изкачване на проходите му и сравнително точно картиране и определяне на цялата му дължина (225 км). От река Нарин продължаване на северозапад, пресичане на хребета Таласки Алатау и по река Талас спускане до Тараз | Киргизстан                                              |
| 1869                     | Николай Столетов                                                | Топографско картиране на източното крайбрежие на Каспийско море и основаване на град Красноводск (Туркменбаши) | Туркменистан                                            |
| 1869 – 1875              | Александър Чекановски, Фердинанд Фердинандович Милер            | 1869 – 1872: Изследване геоложкия строеж на Иркутска губерния и откриване на Приморския хребет, простиращ се покрай западния бряг на езерото Байкал; 1873: Изследване цялото течение (2989 км) на река Долна Тунгуска; 1874: Спускане по Долна Тунгуска до 63º с.ш., продължаване на север-северозапад, достигане до изворите на река Вилюй (66°00′ с. ш. 104°00′ и. д. / 66° с. ш. 104° и. д.), а след това на север до река Мойеро (десен приток на Котуй от басейна на Хатанга). От Мойеро пресичане на възвишението Букочан, достигане до река Оленьок на 150 км надолу от извора ѝ и спускане надолу по реката до 70º 30` с.ш. и по суша достигане до устието ѝ. Завръщане на 70º 30` с.ш., изкачване по един от десните притоци на Оленьок, пресичане на вододела между Оленьок и Лена и спускане по последната до селището Булун; 1875: Изследване на река Лена на разстояние около 1200 км, от Якутск до устието на левия ѝ приток Аякит, изкачване по Аякит до извора ѝ, ново пресичане на оленьокско-ленския вододел, спускане по река Келимяр до Оленьок и откриване на възвишението Чекановски (350 км, 529 м). От устието на Келимяр спускане по Оленьок до устието ѝ, ново пресичане на вододела между Лена и Оленьок и завръщане в Иркутск | Русия                                                   |
| 1870                     | Дмитрий Лвович Иванов (1846 – 1924)                             | Геоложки изследвания в горното течение на река Зеравшан | Таджикистан                                             |
| 1870                     | Август Иванович Скаси, Алексей Федченко                         | Топографско картиране в горното течение на река Зеравшан, откриване в изворната ѝ област голям ледник и топографско картиране на Туркестанския и Зеравшанския хребети, река Ягноб (съставяща на река Фандаря) и Хисарския хребет | Таджикистан, Узбекистан, Киргизстан                     |
| 1870                     | Йероним Стебницки                                               | Топографско картиране на възвишенията Голям и Малък Балхан в Западен Туркменистан, а на югоизток от тях – хребета Кюрендаг, явяващ се северозападната част на планината Копетдаг | Туркменистан                                            |
| 1870 – 1872              | Чарлз Бирсфорд Лъвет (1839-неизв.)                              | Топографско картиране на югоизточната част на Иранската планинска земя, в т.ч. Мекранските планини (северно от Арабско море), платото Серхед (27° – 30º с.ш., 59° – 63º и.д.) и хребета Кухруд от 32º с.ш. на северозапад, на протежение над 700 км | Иран                                                    |
| 1870 – 1873              | Николай Пржевалски                                              | 1870: Тръгване от Кяхта и през Улан Батор и пустинята Гоби достигане до Пекин и установяване, че Гоби е падина; 1871: Продължаване на север към езерото Далайнор (43°17′ с. ш. 116°38′ и. д. / 43.283333° с. ш. 116.633333° и. д.), завиване на югозапад към Боатоу (на река Хуанхъ, на 110º и.д.), пресичане на платото Ордос в югозападно направление, откриване на пустинята Кузупчи, на 40º с.ш. пресичане на Хуанхъ и югоизточната част на пустинята Алашан и между нея и Хуанхъ изследване на меридионалния хребет Хълан. На север от големия завой на Хуанхъ изследване и проследяване по цялата му дължина (300 км) хребета Хара Нарин (Ланшан) и на изток от него откриване на друг хребет, по-малък и по-нисък – Шейтен Ула; 1872: Достигане до южната част на пустинята Алашан, навлизане в източната част на планината Наншан, откриване на три мощни хребета – Момошан (Маомаошан), Малиншан (Ленлунлин) и Циншилин, достигане на юг до езерото Кукунор, изследване на северозападния му бряг, пресичане на открития Южно-Кукунорски хребет и първо проникване в югоизточната част на заблатената и засолена Цайдамска котловина. От Дзун (36°18′ с. ш. 98°05′ и. д. / 36.3° с. ш. 98.083333° и. д.) продължаване на югозапад, на 36º с.ш. откриване на хребета Бурхан Буда, заграждащ от югоизток котловината, зад него, на юг и югозапад откриване на хребетите Шурган Ула и Баян Хара Ула, а на запад от последния – източната част на хребета Кукушили; 1873: Завръщане по същия път до Дзун, достигане до езерото Кукунор, завръщане в пустинята Алашан, продължаване на север, покрай западните склонове на хребета Хълан, пресичане на пустинята и западната част на хребета Хара Нарин (Ланшан), преминаване през източната част на пустинята Гоби, откриване на хребета Хурх Ула (най-югоизточната част на Гобийски Алтай) и завръщане в Кяхта | Монголия, Китай                                         |
| 1870 – 1873              | Херман Абих                                                     | Геоложки изследвания в района на юг от езерото Севан, Триалетския и Картлийския хребети | Армения, Грузия                                         |
| 1871                     | Алексей Федченко                                                | От Коканд изкачване по река Исфара, проследяване на цялото ѝ течение и в горното ѝ течение, в източната част на Туркестанския хребет откриване на ледника Щуровски и редица върхове с височина до 5621 м. Прехвърляне на северния склон на Алайския хребет, спускане в югоизточната част на Ферганската долина, по долината на река Исфайрамсай пресичане на Алайския хребет и на юг от него откриване на огромния Заалайски хребет, простиращ се на 240 км по паралела. Спускане в Алайската долина, изследване на протичащата по дъното на долината река Къзълсу и долното течение на река Муксу (двете съставящи на река Сурхоб, от басейна на Амударя), завиване на североизток, ново пресичане на Алайския хребет, проследяване на 40-ия паралел късия хребет Кичикалай и по долината на река Акбура спускане в Ош. От Ош насочване към Андижан, провеждане на маршрутна топографска снимка и от там през Наманган и Чуст, оконтуряване на Ферганската долина и завръщане в Ташкент | Киргизстан, Таджикистан, Узбекистан                     |
| 1871 – 1873              | Кишен Сингх                                                     | 1871 – 1872: Тръгване от Шигацзе (29°20′ с. ш. 89°00′ и. д. / 29.333333° с. ш. 89° и. д.) на североизток, пресичане на хребета Ниенчен Тангла (който по-късно изследвал), откриване на върховете Джомо Гангар (7000 м, 29°50′ с. ш. 90°00′ и. д. / 29.833333° с. ш. 90° и. д.) и Ниенчен Тангла (7081 м, 30°25′ с. ш. 90°40′ и. д. / 30.416667° с. ш. 90.666667° и. д.) и северно от втория – соленото езеро Намцо и завръщане в Лхаса. 1873: Пресичане на Западен Тибет от южната част на пустинята Такламакан до горното течение на река Инд | Китай                                                   |
| 1871, 1873               | Хари Рам                                                        | Пътешествия в Сиким, Южен Тибет и Непал и изследване на неизследваните области на Централните Хималаи | Индия, Китай, Непал                                     |
| 1872                     | Александър Мидендорф                                            | Изследване на Барабинската степ | Русия                                                   |
| 1872                     | Йероним Стебницки                                               | Топографско картиране на повече от 300 км от пресъхващата и непостоянна река Узбой, от „устието“ ѝ до 57º и.д. и пустинята Чилмамедкум (между Красноводското плато на запад и Узбой на изток). Пресичане на пустинята Каракум до Кизил Арват (Сердар, 38°59′ с. ш. 56°17′ и. д. / 38.983333° с. ш. 56.283333° и. д.) и картиране на около 100 км от северния склон на планината Копетдаг. Връщане обратно в Кизил Арват, пресичане на западните части на Копетдаг, достигане до река Атрек, спускане по нея до устието ѝ и покрай левия ѝ бряг, на 37°40′ с. ш. 55°20′ и. д. / 37.666667° с. ш. 55.333333° и. д. откриване на хребета Гекчедаг | Туркменистан                                            |
| 1873                     | Александър Каулбарс                                             | Топографско картиране на делтата на река Амударя | Узбекистан                                              |
| 1873                     | Абдул Себхан                                                    | Проследяване на 300 км от горното течение на река Пяндж до вливането на река Язгулем и изясняване, че в меридионалния си отрязък Пяндж тече в тясно дефиле, като от ляво приема два притока, а от дясно – много малки и редица големи, в т.ч. Гунт и Бартанг | Таджикистан, Афганистан                                 |
| 1873 – 1874              | Одоардо Бекари                                                  | Физикогеографски изследвания на о-вите Ару и Кай в Арафурско море (1873) и малкоизследваните райони на остров Сулавеси (1874) | Индонезия                                               |
| 1873 – 1875              | Николай Миклухо-Маклай                                          | Етнографски и антроположки изследвания на Молукските и Филипинските о-ви (1873 – 1874) и Малайския архипелаг и п-ов Малака (1875) | Индонезия, Филипини, Малайзия                           |
| 1873 – 1875              | Ян Черски                                                       | Геоложки изследвания в Източните Саяни, Кузнецки Алатау и бреговете на езерото Байкал | Русия                                                   |
| 1873 – 1875              | Наин Сингх                                                      | Тръгване от горното течение на Инд на север, достигане до 33°30′ с. ш. 81°00′ и. д. / 33.5° с. ш. 81° и. д., завиване на изток-югоизток, проследяване на около 600 км от северния склон на открития от него хребет Алинг Гангри, в т.ч. най-високия връх на хребета Алинг Гангри (7315 м). Извършване на маршрутно топографско заснемане на близо 2000 км по съвършено неизвестни местности на височина 4,5 – 4,6 хил. м, откриване на множество безотточни езера, в т.ч. соленото езеро Данграюм (31°05′ с. ш. 86°37′ и. д. / 31.083333° с. ш. 86.616667° и. д.) и сладкото Джаринг (31°10′ с. ш. 88°17′ и. д. / 31.166667° с. ш. 88.283333° и. д.), отбелязване на картата на няколко къси меридионални хребета, в т.ч. Тарго Гангри и пристигане в Лхаса. Проследяване на около 100 км от течението на Цангпо (Брахмапутра), източно от меридиана на Лхаса и през Бутан завръщане в Индия. Астрономическо координиране на над 300 пункта | Китай, Бутан                                            |
| 1874                     | Логин Александрович Болшев (неизв.-1880)                        | Топографско картиране на крайбрежието на Японско море и Татарския проток между 44º 45` и 51º 30` с.ш. на протежение около 1100 км. Описание на всички носове, заливи, заливчета и устията на 530 къси реки, вливащи се в морето. Определяне височината на над 200 върхове в пределите на бреговата полоса на планината Сихоте Алин | Русия                                                   |
| 1874                     | Г. Н. Казбек                                                    | Изследване басейна на река Чорох и източната част на Понтийските планини в Североизточна Турция | Турция                                                  |
| 1874 – 1875              | Николай Столетов, Николай Северцов, Николай Барбот дьо Марни    | Физикогеографски изследвания в долното течение на Амударя, части от Къзълкум и района между Аралско и Каспийско море. Пресичане на Аралско море, изкачване на 200 км нагоре по Амударя, изследване и картиране на хребета Султан-Увайс, разположен покрай десния бряг на реката, проникване в централната част на пустинята Къзълкум, изследване на възвишението Букантау и първо картиране на планината Тамдитау (64° – 65º и.д.). На югоизток, между 65º 30` и 67º и.д. откриване на хребетите Нуратау и Актау, явяващи се крайни северозападни разклонения на Туркестанския хребет (1875, Николай Барбот дьо Марни) | Узбекистан, Туркменистан, Казахстан                     |
| 1874 – 1875              | Иван Мушкетов                                                   | 1874 – 1875: Изследване на западната част на Тяншан и долината на река Сърдаря; 1875: Посещение на западната част на Киргизкия хребет, изкачване по река Талас и по притока ѝ Учкошой и през прохода Отмек преминаване на Таласки Алатау. По долините на реките от системата на река Нарин излизане до високопланинското (на 3016 м) езеро Сонгкул, пресичане на няколко пъти хребетите обкръжаващи езерото от север и юг – Кунгей Алатау и Терскей Алатау и Заилийски Алатау. Продължаване на североизток, достигане до долината на река Или и по нея до град Кулджа. Двукратно пресичане на хребета Борохоро в северната част на Тяншан, изследване на планинското езеро Сайрам-Нур, Джунгарски Алатау и спускане по долината на река Боротала на изток до езерото Еби Нур | Узбекистан, Киргизстан, Казахстан, Китай                |
| 1874 – 1877              | Михаил Онацевич (1847 – 1879)                                   | Картирание и описания на части от крайбрежията на Охотско, Японско и Източнокитайско морета; хидрографски, магнитни и метеорологични наблюдения | Русия, Япония, Корея, Китай                             |
| 1875                     | Лала                                                            | Проследяване и първо картиране на около 400 км от течението на река Цангпо (Брахмапутра) надолу от Шигацзе | Китай                                                   |
| 1875                     | Николай Маев, Дмитрий Вишневски                                 | Изследване и топографско картиране на района покрай десния бряг на Амударя от 66º 40` до 70º и.д. и откриване на няколко паралелни, простиращи в юг-югозападно направление широки речни долини, разделени от малките хребети Кугитангтау, Бабатаг, Каратау, Вахшки и най-високия Хазратишох | Узбекистан, Таджикистан                                 |
| 1875                     | Адолф Ерик Норденшелд                                           | Доказване островното положение на остров Диксон и откриване на удобния залив Диксон (73°29′ с. ш. 80°34′ и. д. / 73.483333° с. ш. 80.566667° и. д.) | Русия                                                   |
| 1875                     | Александър Сиденснер (1848 – 1917)                              | Топографско заснемане и описание на вододела между реките Об и Енисей (за изработване на проект за плавателен канал), в т.ч. река Кет от устието на река Езерна до Об, реките Езерна, Ломоватая, Болшой Кет и др., Енисей, езерото Болшое и др. | Русия                                                   |
| 1875 – 1877              | Н. Мошков, Фердинанд Фердинандович Милер, Л. Болишев            | „Сибирска нивелация“ на релефа на Западен и Източен Сибир по маршрута Звениголовск, Коливан и Канск до езерото Байкал (около 3000 км) | Русия                                                   |
| 1875 – 1879              | Чарлз Даути                                                     | Изследване на северозападната част на Арабския п-ов в района на пустинята Недж | Саудитска Арабия                                        |
| 1876                     | П. Матвеев                                                      | Топографско заснемане на речната система на п-ов Ямал | Русия                                                   |
| 1876                     | Ото Финш                                                        | Изследване зоологията на Западен Сибир, Туркестан и Северозападен Китай | Русия, Казахстан, Китай                                 |
| 1876                     | Михаил Скобелев, Василий Ошанин                                 | Военна експедиция в Алайския хребет на Памир | Киргизстан, Таджикистан                                 |
| 1876                     | Михаил Певцов                                                   | Експедиция от Зайсан на юг, преминаване през Шиликтинската котловина, разположена между хребетите Тарбагатай и Саур, продължаване на изток, покрай южните склонове на Саур към езерото Улюнгур. Изследване басейна на езерото и картиране на горчиво-соленото езеро Бага Нур, южно от Улюнгур. Продължаване на югоизток покрай левия бряг на река Урунгу и картиране на течението ѝ до изхода ѝ от Монголски Алтай, на 90º и.д. завиване на юг, пресичане на източната част на Джунгария, достигане до Цитай (Гучен, 44°01′ с. ш. 89°36′ и. д. / 44.016667° с. ш. 89.6° и. д.) и изследване и картиране на хребета Богдо-Ула | Китай                                                   |
| 1876 – 1877              | Николай Пржевалски, Фьодор Леонтиевич Еклон                     | Пристигане в Кулджа (43°55′ с. ш. 81°19′ и. д. / 43.916667° с. ш. 81.316667° и. д.), изкачване по долината на река Или и по притока ѝ Кунгес и пресичане от север на юг Източен Тяншан. В горното течение на река Хайдък Гол (вливаща се в езерото Баграшкьол), между хребетите на планината откриване на две високи плата Их Юлдус и Бага Юлдус. На юг от езерото Баграшкьол пресичане на западната част на хребета Куруктаг и навлизане в долното течение на река Тарим и извършване на първото ѝ описание и картиране. Откриване на северния ръкав от делтата ѝ – река Инчикедаря. Продължаване на юг, пресичане на източната част на пустинята Такламакан и достигане до оазиса Чарклик, разположен в долното течение на река Черчен. Южно от оазиса откриване на хребет Алтънтаг (6161 м), изследване на северния му склон на 300 км източно от Чарклик и установяване, че южно от хребета се простира Тибетското плато. Достигане до езерото Лоп нур, извършване на първото научно изследване на самото езеро и басейна му и установяване, че Лоп нур е блуждаещо езеро в зависимост от положението на реките, снабдяващи го с вода. На изток от езерото откриване на пустинята Кумтаг, завръща в Кулджа и от там в Зайсан и извършване на поход на югоизток до оазиса Гучен (44°01′ с. ш. 89°35′ и. д. / 44.016667° с. ш. 89.583333° и. д.) и обратно през пустинята Дзосотин-Елисун | Китай                                                   |
| 1876 – 1878              | Григорий Потанин, Пьотър Алексеевич Рафаилов                    | Тръгва от Зайсан на изток, пресичане на Монголски Алтай, достигане до Кобдо в Западна Монголия, продължаване на югоизток, покрай северните склонове на Монголски Алтай и откриване на хребетите Батар Хайрхан и Сутай Ула. На 93º и.д. ново пресичане на Монголски Алтай от север на юг, преминаване през пустинята Джунгарска Гоби и установяване, че това е степ с ниски хълмове, разположени паралелно на Монголски Алтай и обособени от Тяншан. На 44° с.ш., в най-източната част на Тяншан откриване и картиране на два паралелни хребета Мечин-Ула и Карлъктаг и достигане до Хами. Продължаване на север-североизток, ново пресичане в обратно направление най-източните части на Тяншан, Джунгарска Гоби и югоизточната част на Монголски Алтай и откриване на няколко хребета Адж Богдо, Тайширин Ула и др. Пресичане на река Дзабхан, изкачване на планината Хангай до селището Улястай (47°44′ с. ш. 96°51′ и. д. / 47.733333° с. ш. 96.85° и. д.), продължаване на североизток, пресичане на планината Хангай и форсиране на реките Идер (горното течение на Селенга) и Делгер-Мурен, съставящи на Селенга. Уточняване положението и първо картиране на езерото Сангийн Далай Нур (49°15′ с. ш. 99°00′ и. д. / 49.25° с. ш. 99° и. д.), достигане до южния бряг на езерото Хубсугул, продължаване на запад по гориста местност, пресичане на хребета Сангилен, достигане до езерото Убсу Нур и откриване на хребета Хан Хухийн Ула, разположен между Убсу Нур на север и езерото Хиргис Нур на юг, а на север от хребета – пустинята Бориг Дел. Картиране на хребета Тануола разположен на север от Убсу-Нур и завръщане в Бийск | Монголия, Китай                                         |
| 1877                     | Инокентий Лопатин                                               | Изследване и топографско картиране на около 600 км от долното течение на река Подкаменна Тунгуска до устието на река Чуня (96º и.д.) | Русия                                                   |
| 1877 – 1878              | П. Вет, С. Зентворт                                             | Пътешествие в Централна Суматра. Първо пресичане на острова от изток на запад, изследване орографията и хидрографията на Паданското плато и редица неизследвани области в Централна Суматра | Индонезия                                               |
| 1877 – 1878              | Александър Мидендорф                                            | Физикогеографски изследвания във Ферганската котловина | Узбекистан                                              |
| 1877 – 1880              | Иван Мушкетов                                                   | 1877: Тръгване от Ферганската котловина на юг, пресичане на Алайския хребет, два пъти Алайската долина и Заалайския хребет през проходите Терсагар и Кизиларт и достигане до езерото Каракул. Връщане във Ферганската котловина, тръгване на североизток към Ферганския хребет, а след това на запад към Чаткалския хребет и достигане до Ташкент; 1878: Изследване източната част на Ферганската котловина и седловината между Ферганския и Алайския хребети (между 40º и 41º с.ш.) и проникване до високопланинското езеро Чатърк Кул; 1879: Тръгване от Самарканд на югозапад, изследване на западните разклонения на Алайския хребет до Карши, продължаване на югоизток, през прохода Железни врата (38°00′ с. ш. 66°30′ и. д. / 38° с. ш. 66.5° и. д.) достигане до река Сурхандаря, спускане до устието ѝ и от там по Амударя до Турткул. Изследване бреговете на Амударя и пресичане западната част на пустинята Къзълкум от Турткул до Казалинск на Сърдаря; 1880: Тръгване от Ура Тюбе на юг, пресичане на Туркестанския хребет и изкачване по долината на река Зеравшан до Зеравшанския ледник | Узбекистан, Киргизстан, Таджикистан                     |
| 1877 – 1882              | Ян Черски                                                       | 1877 – 1881: Детайлно изследване геологията на бреговете на езерото Байкал, Източните Саяни, хребетите Хамар-Дабан, Приангарски и др.; 1881 – 1882: Геоложки изследвания в басейните на реките Селенга и Долна Тунгуска (горното течение) | Русия                                                   |
| 1878                     | Едуард Холм Йоханесен (1844 – 1901)                             | Откриване на остров Уединение (77°00′ с. ш. 82°25′ и. д. / 77° с. ш. 82.416667° и. д.) в Карско море | Русия                                                   |
| 1878                     | Василий Ошанин, Гавраил Егорович Родионов                       | Достигане до река Сурхоб (средното течение на Вахш, от системата на Амударя), изкачване по нея до съставящата я река Муксу, откриване на хребета Петър Първи (покрай левия бряг на Сурхоб), ледника Федченко (дължина 71,2 км, площ 900 км2, най-големия долинен ледник в света), Дарвазкия хребет, Каратегинския хребет (между реките Кафирниган и Вахш) и през Алайската долина завръщане във Фергана | Киргизстан, Таджикистан                                 |
| 1878                     | Август Иванович Скаси, Николай Северцов                         | Пресичане на Алайския и Заалайския хребети, достига до езерото Каракул, продължаване на юг, преминава през прохода Акбайтал (4655 м), навлизане в басейна на река Бартанг (Мургаб), преминаване през прохода Найзаташ (4137 м), спускане по река Аличур до езерото Яшилкул и откриване, че от него изтича река Гунт (десен приток на Пяндж). Покрай десния бряг на Гунт откриване на колосалния снегови Рушанския хребет с връх Патхур (6083 м), а на изток от езерото Яшилкул – група безотточни малки езера, в т.ч. езерата Булункул и Сасиккул | Таджикистан                                             |
| 1878                     | Б. Аминов                                                       | Допълнителни детайлни топографски заснемания и описания на вододела между реките Об и Енисей (за изработване на проект за плавателен канал), в т.ч. реките Кет, Езерна, Ломоватая, Язевая, Малки Кет, Болшой Кет, Енисей, Касовското езеро и др. | Русия                                                   |
| 1878 – 1879              | Михаил Певцов                                                   | Тръгване на изток от горното течение на река Бухтарма (десен приток на Иртиш), пресичане на пограничния хребет Сайлюгем, простиращ се между 88º и 90º и.д., изследване на хребета Табин-Богдо-Ола, явяващ се планински възел в Алтай, Продължаване на югоизток, достигане до Кобдо (48°00′ с. ш. 91°38′ и. д. / 48° с. ш. 91.633333° и. д.), изследване средното течение на река Дзабхан, завиване на югоизток покрай южните склонове на планината Хангай и пресичане на реките Байдариг Гол, Туин Гол, Тацин Гол, Аргин Гол, Онгийн Гол и установява, стичащи се на юг от планината Хангай. Откриване и описване на дългата (около 500 км) и тясна безотточна падина между Хангай и Монголски Алтай – Долината на езерата и изясняване, че падината е западен клинообразен ръкав на Гоби. Преминаване покрай източните части на Гобийски Алтай, между 100º и 102º и.д. и 45º с.ш. открива два къси, почти паралелни планински масива: Их Богдо Ула с признаци за съвременно заледяване и Бага Богдо Ула, явяващи се най-високите части на Гобийски Алтай. В югоизточната част на Гобийски Алтай откриване на дългия 150 км хребет Гурван-Сайхан, а на югоизток от Гобийски Алтай – обширната равнина Галбин Гоби, простираща се между 42 – 43º с.ш. и 106 – 108º и.д. На северозапад от нея откриване на хребетите Хачиг Ула и Хурх Ула (вторично), явяващи се най-югоизточната част на Гобийски Алтай. Продължаване на югоизток, пресичане на пустинята Монголска Гоби и откриване, че северната ѝ част представлява хълмиста област с ниски ридове, а южната е по-висока и принадлежи към северните разклонения на открития от него хребет Дациншан (част от Иншан). Тръгване обратно на северозапад, пресичане на пустинята Гоби и достига до Улан Батор. Продължаване на запад, картипане на планините между Улан Батор и река Орхон и изясняване, че са западни части на планината Хентей. Пресичане южната част на басейна на река Селенга покрай северните склонове на планината Хангай и откриване и картиране на най-важните ѝ северни и южни разклонения. Изследване долното течение на река Дзабхан, установяване, че реката се влива от юг в езерото Айраг Нур, разположено на юг от соленото езерото Хиргис Нур, и че реката се свързва с езерата Хара Нур и Хара Ус-Нур и в последното се влива река Кобдо. Завръщане в Кош-Агач | Монголия, Китай                                         |
| 1878 – 1880              | Николай Ядринцев (1842 – 1894)                                  | Експедиция в Алтай и в прилежащите край него части на Западен Сибир. Топографско картиране на Телецкото езеро, езерото Чани и др. | Русия                                                   |
| 1878 – 1880              | Бела Сечени (1837 – 1918)                                       | Експедиция в Индия, Индонезия, Япония, Китай и Бирма. Пресичане на планината Цинлин и изследване горното течение на Яндзъ | Индия, Индонезия, Япония, Китай, Мианмар                |
| 1878 – 1882              | Кишен Сингх                                                     | Пътешествие в Централен и Източен Тибет от Лхаса към горното течение на Улан Мурен (Яндзъ) и в областта на изворите на Хуанхъ. На 33º с.ш. откриване на хребета Тангла и няколко снежни върхове | Китай                                                   |
| 1879                     | Дмитрий Лвович Иванов                                           | Изследване на Западен Тян Шан между реките Талас и Чирчик, откриване на хребета Таласки Алатау и картиране на югозападните части на Тян Шан – хребетите Чаткалски, Сандалашки, Пскемски и Каржантау | Узбекистан, Киргизстан                                  |
| 1879                     | Никанор Капитонович Хондажевски                                 | Тръгване от Салехард, изкачване по река Полуй (десен приток на Об), картиране на цялото ѝ течение, продължаване на изток, пресичане на река Надим, достигане до изворите на река Нида, вливаща се в Обския залив, завиване на югозапад, „откриване“ и пресичане на възвишението Сибирски Ували и достигане до Сургут | Русия                                                   |
| 1879 – 1880              | Николай Пржевалски, Всеволод Роборовски                         | Тръгване от Зайсан на югоизток, преминаване край езерото Улюнгур, изкачване по река Урунгу до горното ѝ течение, продължаване на юг-югоизток, пресичане на пустинята Джунгарска Гоби, преминаване край езерото Баркьол и достигане оазиса Хами (42°49′ с. ш. 93°31′ и. д. / 42.816667° с. ш. 93.516667° и. д.), разположен в югозападното подножие на хребета Карлъктаг. От там поемане на юг-югоизток, пресичане на източната част на пустинята Гашунска Гоби, достигане долното течение на река Данхъ (ляв приток на Сулехъ). На юг от Данхъ откриване на хребета Хумболд (Улан Дабан), преминаване през прохода Тангин (Данцзин, 3519 м), спускане в равнината Съртъм, пресичане на равнината от север на юг, на юг от нея откриване на хребета Ритер (Дакен Дабан), пресичане на хребета, спускане в котловината Цайдам и достигане до Дзун (36°18′ с. ш. 98°05′ и. д. / 36.3° с. ш. 98.083333° и. д.). Продължаване на югозапад и изясняване, че в тази си част планината Кунлун има пралелно направление и се състои от два, а понякога и от три паралелни вериги (ширина от 64 до 96 км), имащи различни названия в различните си части. Откриване на хребетите: на 36º с.ш., между 94º и 96º и.д. – Сасун Ула и западната част на Бурхан Буда; малко по-на юг, между 91º – 96º и.д. – Бокалъктаг (Марко Поло) и Дунгбура Ула, простиращ се покрай левия бряг на река Улан Мурен (най-горното течение на Яндзъ) между 92 – 94º и.д. и 34º 30`с.ш. Навлизане в североизточните части на Тибет. На 32º с.ш. откриване на източната част на хребета Ниенчен-Тангла, а преди това, на 33ºс.ш. – хребета Тангла (едновременно с Кишен Сингх), явяващ се вододел между реките Улан Мурен и Нагчу (най-горното течение на река Салуин). През горното течение на Яндзъ завръщане обратно в Дзун, завиване към езерото Кукунор и южно от него на 36° с. ш. 100° и. д. / 36° с. ш. 100° и. д. първо изследване на горното течение на Хуанхъ на протежение около 250 км. На югозапад от езерото откриване на планината Бахуншан (най-висока в хребета Семьонов), зад нея – хребета Угуту Ула, а на юг от езерото – късия хребет Джупар. Завръщане в Дзун и през пустините Алашан и Гоби пристигане в Кяхта | Китай                                                   |
| 1879 – 1880              | Григорий Потанин, П. Д. Орлов                                   | Тръгване на изток от Кош-Агач, достигане до езерото Убсу Нур, изследване Котловината на Големите езера с езерата Хиргис Нур, Айрак Нур, Хара Нур и Хара Ус Нур и хребета Хайрхан Ула, разположен на запад от котловината. Изясняване, че езерата Хиргис Нур, Хара Нур и Хара Ус Нур са взаимно свързани с речна система. Топографска снимка на езерото Убсу Нур (най-големия водоем в Монголия) и проследяване и картиране на хребета Хан Хухей Ула. Тръгване от град Улангом на север, покрай западния и северния бряг на езерото Убсу-Нур, пресичане на хребета Тануола, спускане в централната част на Тувинската котловина – в долината на река Улуг Хем (Енисей) и изкачване нагоре покрай левия ѝ бряг на 100 км. Пресичане на няколко леви притока на Улуг Хем, достигане устието на левия ѝ приток Улуг Шивей, изкачване по последната до горното ѝ течение, пресичане на хребета Хорумнуг Тайга, спускане по река Балактък Хем, ляв приток на Ка Хем (Енисей) и изследване на езерото Торе Хол и басейна на Балактък Хем. По река Их Тайрисин Гол (десен приток на Делгер-Мурен) спускане до река Делгер-Мурен, достигане до езерото Хубсугул, на запад от него откриване на хребета Улан Тайга и завръщане в Иркутск | Монголия, Русия                                         |
| 1879 – 1881              | Жул-Леон Дютрей дьо Рен                                         | Топографско картиране на части от Северен Виетнам и Лаос | Виетнам, Лаос                                           |